# Оман, Люсьен
Люсье́н Ома́н (фр. Lucien Hauman, 1880—1965) — бельгийский ботаник, работавший в Аргентине.

## Биография
Люсьен Оман родился 2 июля 1880 года в Иксели. Учился в Жамблу, после чего некоторое время работал там же ассистентом профессора Жюля Борде. В 1904 году он переехал в Аргентину, став профессором факультета сельскохозяйственных наук и ветеринарии Университета Буэнос-Айреса. В 1910 году он основал Ботанический сад Университета, позднее расширенный Лоренсо Пароди. Также он преподавал на факультете агрономии и точных наук Национального университета Ла-Платы и на протяжении около 10 лет возглавлял ботаническое отделение Буэнос-Айресского музея естественной истории.
Оман неоднократно путешествовал по Южной Америке — посетил Парагвай, Чили, Уругвай, многие регионы Аргентины. В 1917—1923 он издал сводку цветковых растений Аргентины. В 1927 году Оман вернулся в Европу, с 1928 по 1949 был профессором ботаники Свободного университета Брюсселя, где попутно занимался изучением флоры Бельгии и Бельгийского Конго.
В 1949 году Люсьен Оман стал почётным профессором Университета Буэнос-Айреса, также он стал членом-корреспондентом Национальной академии точных, физических и естественных наук.
16 сентября 1965 года Люсьен Оман скончался.
Ботанический сад Университета Буэнос-Айреса впоследствии был назван именем Люсьена Омана.

## Некоторые научные работы
- Hauman, L.; Vanderveken, G. Catalogue des phanérogames de l'Argentine. — Buenos Aires, 1917—1923. — 2 vols.
- Hauman, L. La végétation des hautes cordillères de Mendoza. — Buenos Aires, 1919. — 194 p.
- Hauman, L. Les modifications de la flore Argentine sous l'action de la civilisation. — Bruxelles, 1926. — 99 p.
- Hauman, L.; Balle, S. Catalogue des ptéridophytes et phanérogames de la flore belge. — Gembloux, 1934. — 126 p.

## Названы в честь Л. Омана
- Ботанический сад Люсьена Омана Университета Буэнос-Айреса
- Ботанический журнал Haumania
- Haumania J.Léonard, 1949
- Haumaniastrum P.A.Duvign. & Plancke, 1959